# カレル・ドミン

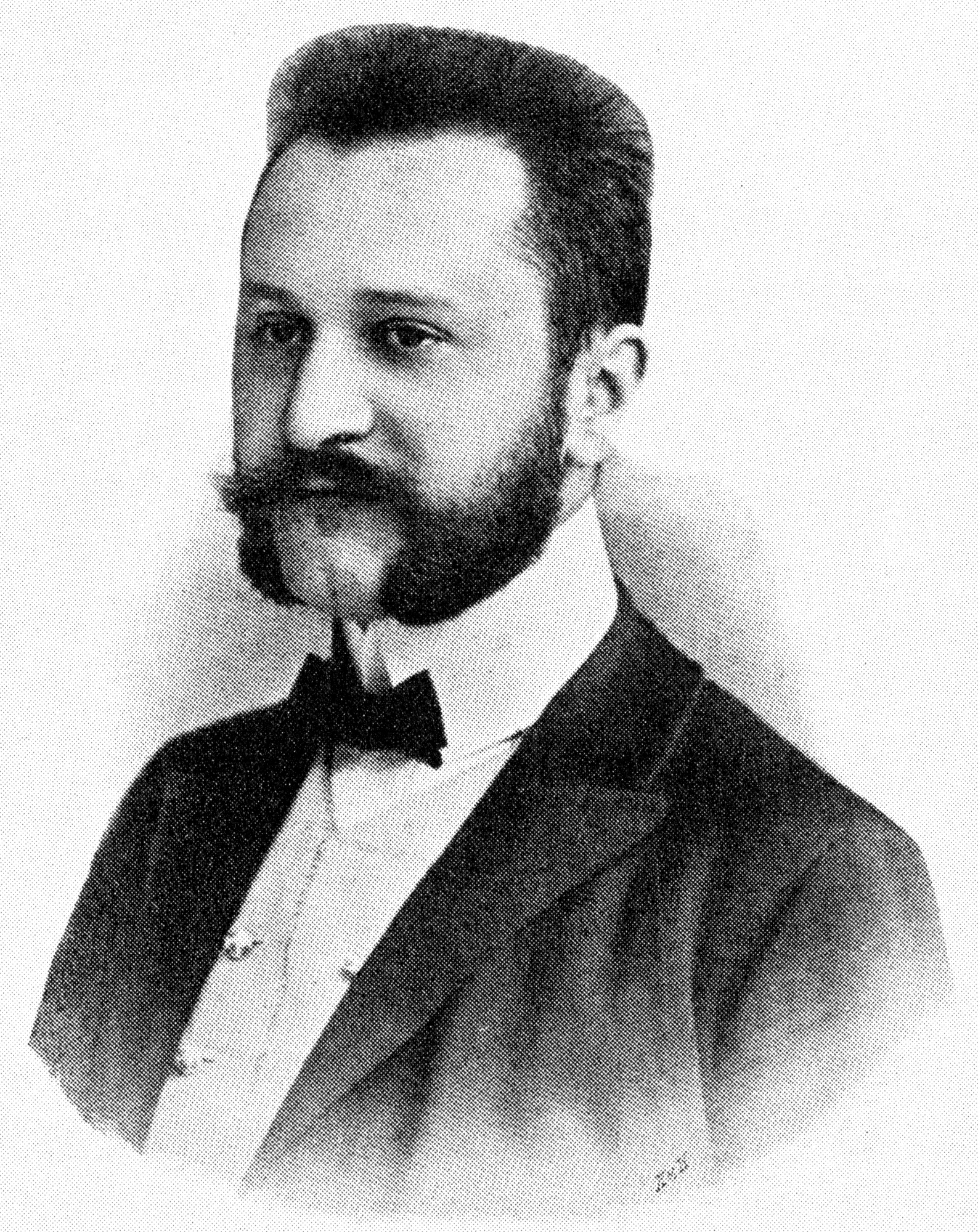
Karel Domin

カレル・ドミン（Karel Domin、1882年5月4日 - 1953年6月10日）は、チェコの植物学者、政治家である。
ボヘミアのクトナー・ホラで生まれ、プラハ大学で植物学を学んで1916年から植物学の教授となった。植物地理学や植物分類学を専門とした。チェコスロバキア科学アカデミーの会員となり、多くの科学論文を発表した。1933年から1934年の間プラハ大学に学長を務めるが、この時代はプラハ大学がチェコ大学とドイツ大学に分離して激しく対立していた時代である。1935年から1939年の国会議員を務め、ミュンヘン会談の後、政党、伝統主義政治運動（Akce národní obrody）の設立者の一人となった。
植物地理学の分野では、栽培植物に占めるある種の割合を10段階に数値化し、植生の分布を解析する尺度、ドミン・スケールに名前が残されている。タトラ国立公園の創設に最も貢献した人物とされる。

## 著作
"Pteridophyta of the Island of Dominica, The", Domin, 1929.